# NGC 2829
NGC 2829 ist eine linsenförmige Galaxie vom Hubble-Typ S0 im Sternbild Luchs am Nordsternhimmel. Sie ist schätzungsweise 316 Millionen Lichtjahre von der Milchstraße entfernt und bildet mit SDSS J091931.13+333852.0 ein gravitativ gebundenes Duo.
Das Objekt wurde am 13. März 1850 von George Johnstone Stoney, einem Mitarbeiter des Astronomen Lord Rosse, entdeckt. Da die Position der „eF“ -Galaxie von Stoney nicht sehr genau spezifiziert ist, gibt es drei Kandidaten, die in der Nähe der angegebenen Position eine gewisse Berücksichtigung finden.